# Dusona stricklandi
Dusona stricklandi là một loài tò vò trong họ Ichneumonidae.